# Col·legi de les Teresianes (Tarragona)
El Col·legi de les Teresianes és un col·legi catalogat com a monument del municipi de Tarragona protegit com a bé cultural d'interès local.

## Descripció
El Col·legi-convent de la Companyia de Santa Teresa de Jesús. Edifici de grans dimensions que, ocupant quasi tota una illa de cases de la zona de l'eixample, és molt característic de la zona de la Rambla, ja que en tot el carrer no n'hi ha cap més de fàbrica de rajola vista.
Edifici aïllat de planta baixa i tres pisos que es retira de l'alineació a les quatre façanes. La principal consta de tres cossos ben definits i lligats, estant el central, que correspon al hall, lleugerament desplaçat cap a un costat, sobresortint una gran entrada amb arcades equilibrades que formen pòrtic. Destaca l'ús de rajol vist, element estructural i decoratiu alhora, model de construcció catalana de l'art del mestre de cases.
L'any 1924 se li afegeix la tanca o reixat.